# Émile Jacqmain
Émile Jacqmain (1860 – 1933) è stato un avvocato e politico belga liberale. Fu assessore per l'educazione pubblica e le belle arti, poi sindaco della città di Bruxelles.
Durante l'Esposizione universale di Liegi nel 1905, fu responsabile della rettifica dei corsi d'acqua e della progettazione di ponti.
Massone, fu membro del Grande Oriente del Belgio.
Boulevard Émile Jacqmain nel centro di Bruxelles, così come la scuola elementare Émile Jacqmain e il Lycée Émile Jacqmain, che ha inaugurato, sono stati nominati in sua memoria.